# レーザー走査顕微鏡
レーザー走査顕微鏡（レーザーそうさけんびきょう）は、光源としてレーザーを用い、小さく絞ったレーザー光スポットで測定試料を走査しながら照射し、透過光もしくは後方散乱光の強度を検出することによって、光学顕微鏡像を得る装置である。レーザーを試料に当てることによって発生する蛍光やラマン散乱など非線形光学現象によって発生する光を検出することもある。
多くの市販装置は、測定試料からの光を検出器の前側で集光させ、集光点にピンホールを配置する共焦点顕微鏡光学系となっている。共焦点光学系では、面内分解能が向上するだけでなく、焦点深度が浅くなり奥行き分解能も向上する。そのため、試料または対物レンズを3次元的に動かすことにより試料の深さ方向の情報を得て、コンピュータにより3次元像を構成することができる。